# Enaphalodes hispicornis
Enaphalodes hispicornis là một loài bọ cánh cứng trong họ Cerambycidae.